# Christina Enschedé

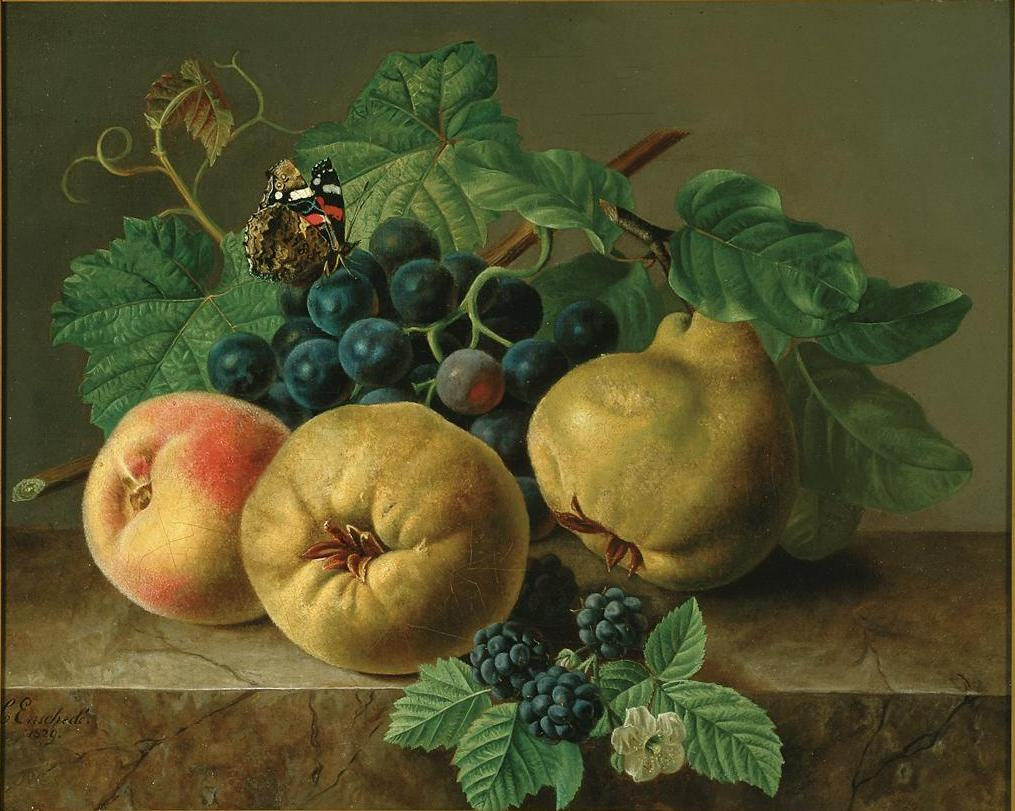
Stilleven met fruit, olieverf, 1829

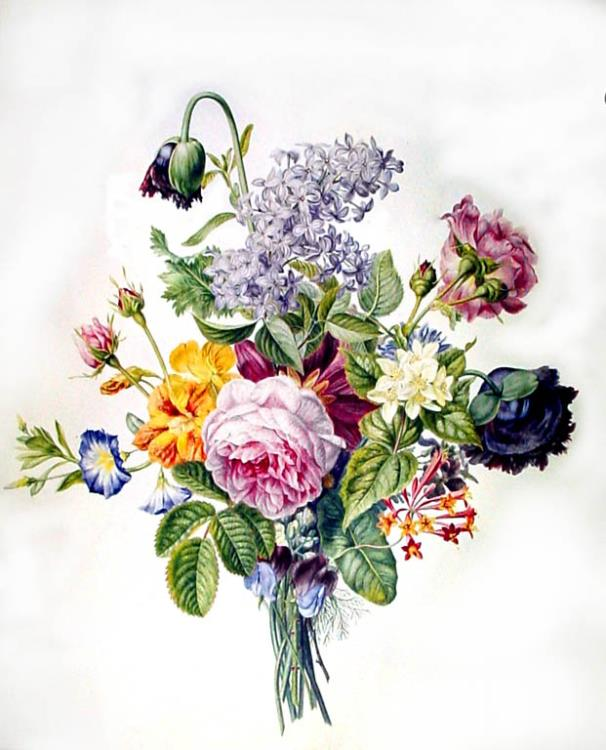
Aquarel met boeket

Christina Gerarda Enschedé (10 december 1791 – 6 maart 1873) was Nederlands kunstschilder van stillevens met bloemen en fruit.

## Biografie
Ze werd geboren in Haarlem als vijfde van negen kinderen en de derde dochter van Johannes Enschedé jr., telg uit het bekende geslacht van drukkers, en Johanna Elisabeth Swaving. Na het vroege overlijden van haar vader in 1799 werd ze partner in het familiebedrijf. Zij nam niet actief deel aan de dagelijkse gang van zaken. Zij en haar zus Sandrina Christina Elisabeth Kuil van Troyen-Enschedé volgden tekenlessen en waren actief in de toneelverenigingen van hun moeder. Zij hield ook een dagboek bij met informatie over het wel- en wee van haar familieleden. Daarin noteerde ze ook de barometerstanden in Haarlem.
Ze maakte schilderijen van bloemen en fruit. Het Frans Halsmuseum bezit een olieverfschilderij van haar dat geïnspireerd lijkt op een werk van de Haarlemse schilder Vincent Jansz van der Vinne. Van dit werk is bekend dat zij het in 1829 aan Jan van Walré schonk, die er een gedicht over schreef.
De meeste van haar werken dateren uit de periode 1830. Ze signeerde haar werken met C. Enschedé of C.G. Enschedé.  Christina hield veel van reizen. Zwitserland was haar favoriete bestemming. Er zijn twee mappen met reisschetsen van haar bewaard gebleven.
Ze is nooit getrouwd geweest en woonde in een huis vlak bij het familiebedrijf aan de Oude Groenmarkt achter de St. Bavokerk. Ze werd begraven op de algemene begraafplaats Kleverlaan.

## Bekende werken
- Fruitstuk, olieverf, Frans Hals Museum 1829
- Twee bloemstillevens, aquarel (Teylers Museum)
- Tekeningen en schetsboek (Stichting Museum Enschedé)
- Reisverslagen (beheerd door Noord-Hollands archief)[2]
- Portefeuille met 49 potlood tekeningen[2]
- Knipkunst (archief van F.A.J. Enschedé)

- Biografisch Portaal: 17350844
- International Standard Name Identifier: 0000 0000 7005 1015
- Nederlandse Thesaurus van Auteursnamen: 308126017
- RKD-Nederlands Instituut voor Kunstgeschiedenis: 26388
- Union List of Artist Names: 500078759
- Virtual International Authority File: 96242212
- WorldCat: E39PBJcgwrW4MRmCKcc3hYwgrq